# Muzsikás
Muzsikás ([ˈmuʒikaːʃ ]) est un groupe musical hongrois. Formé en 1973, il joue principalement de la musique traditionnelle hongroise et de la musique d'autres peuples de la région. Il a aussi joué des œuvres de compositeurs classiques, en particulier Béla Bartók qui a collecté des mélodies traditionnelles. 

## Histoire
Depuis 1978, le groupe fait régulièrement des tournées à travers le monde.
La collaboration du groupe avec la chanteuse Márta Sebestyén a produit toute une série d'albums réputés.
En 1993, le groupe a enregistré Máramaros - The Lost Jewish Music of Transylvania, qui fait revivre une musique qui n'était plus connue et avait été perdue lors de la Shoah. 
Leur musique se retrouve également dans le film de Costa-Gavras Music Box. Ils se produisent dans leur pays et à l'étranger avec des solistes classiques renommés, des ensembles de chambre, des chœurs et des orchestres symphoniques. En novembre 2016, ils se produisent avec l'Orchestre philharmonique national de Shanghai à l'Oriental Art Center, et en Hongrie avec Concerto Budapest dans le cadre de la série de concerts Muzsikusok-Muzsikások. Mária Petrás, céramiste et chanteuse d'origine moldave primée Prima Primissima, ou la gagnante du concours télévisé de chansons folkloriques The Peacock Rises, Hanga Kacsó, sont fréquemment invitées à leurs concerts.En 2017, leur série de concerts Allegro Barbaro présente la musique pour piano et la musique folklorique de Bartók dans des salles de concert hongroises avec le pianiste invité Balázs Fülei. Outre les grands concerts, Muzsikás attache une grande importance aux chœurs de danse réguliers pour les plus jeunes et aux cours de chant et de musique réguliers dans les écoles.
Le groupe est mentionné et des extraits joués dans le film d'animation Souvenirs, goutte à goutte (Omohide poro poro, 1991) des studios Ghibli.

## Membres

### Membres actuels
- Mihály Sipos - violon, cithare
- László Porteleki - violon, cobza, chant
- Péter Éri - alto, mandoline, flûtes
- Dániel Hamar - contrebasse, tambour, cymbales, chant

### Invités permanents
- Márta Sebestyén - chant, flûte, flûte harmonique (tilinkó)
- Zoltán Farkas - chorégraphie, danse, percussions
- Ildikó Tóth - chorégraphie, danse

Le groupe joue régulièrement avec d'autres musiciens et d'autres groupes, notamment avec la chanteuse csángó de Moldavie Mária Petrás (ro). 

## Discographie
- Living Hungarian Folk Music I.: Muzsikás (Hungaroton)
- Kettő (« Numéro deux ») (Munich Records)
- Nem úgy van most, mint volt régen (Hungaroton)
- Nem arról hajnallik, amerről hajnallott (Hungaroton)
- Dúdoltam én / Márta Sebestyén sings (Hungaroton)
- Márta Sebestyén: Muzsikás (Hannibal/Ryko)
- The Prisoner's Song (Hannibal/Ryko)
- Ősz az idő (The time is Autumn) (Muzsikás)
- Blues for Transylvania (Hannibal/Ryko)
- Hazafelé / Homeward Bound (Hungaroton)
- Szól a kakas már (The rooster is crying) (Muzsikás)
- Maramaros / The lost Jewish music of Transylvania (Hannibal/Ryko)
- Muzsikás and Márta Sebestyén: Morning Star (Hannibal/Ryko) / Szép, hajnali csillag (Muzsikás MU-004)
- The Bartók Album (Hannibal/Ryko), avec Márta Sebestyén et Alexander Bălănescu (en), 1999
- A Zeneakadémián (Live at the Liszt Academy) (Muzsikás)[2]

## Distinctions
Le groupe a reçu différents prix : prix de l’État hongrois pour l'art (Magyar Művészetért Díj), prix Kossuth (1999), prix Primissima Prima (2008), prix WOMEX (2008)[source insuffisante].